# FC Juventus des Cayes
FC Juventus des Cayes is een Haïtiaanse voetbalclub uit Les Cayes. De club werd opgericht op 2006. De club speelt anno 2021 bij Ligue Haïtienne.